# Nibbiola
Nibbiola é uma comuna italiana da região do Piemonte, província de Novara, com cerca de 720 habitantes, estendendo-se por uma área de 11 km² e com uma densidade populacional de 65 hab/km². Faz fronteira com Garbagna Novarese, Granozzo con Monticello, Novara, Terdobbiate, Vespolate.

## Demografia
| Variação demográfica do município entre 1861 e 2011                               |
|                                                                                   |
| Fonte: Istituto Nazionale di Statistica (ISTAT) - Elaboração gráfica da Wikipedia |